# 睛尾吻棘鰍
睛尾吻棘鰍為輻鰭魚綱合鰓目刺鰍亞目刺鰍科的其中一種，分布於亞洲緬甸掸邦Inle湖流域，體長可達21.6公分，棲息在河川底中層水域，屬肉食性。